# Olympisch kwalificatietoernooi handbal 2020
Het Olympisch kwalificatietoernooi handbal was de laatste mogelijkheid voor landen die zich nog niet hadden gekwalificeerd om zich te plaatsen voor het Olympische Spelen van Tokio. Zowel bij de mannen als bij de vrouwen waren er nog zes plaatsen beschikbaar. In maart en april 2020 speelden zowel bij de mannen als bij de vrouwen twaalf landen, in drie groepen van vier, om zes beschikbare plaatsen.

## Kwalificatie-eisen Olympisch kwalificatietoernooi
Er zijn drie Olympische kwalificatietoernooien, met in totaal twaalf deelnemers:
- De beste zes landen van het wereldkampioenschap mannen als vrouwen van 2019 die zich nog niet eerder hebben gekwalificeerd.
- Op het wereldkampioenschap 2019 wordt een continentenranglijst opgesteld om het aantal extra deelnemers op de kwalificatietoernooien te bepalen. Het beste continent ontvangt twee extra plaatsen, het tweede, derde en vierde gerangschikte continent ontvangen één extra plaats. De laatste extra plaats komt toe aan een team uit Oceanië, mits deze eindigt tussen plaats 8 en 12 op het wereldkampioenschap. Als geen team uit Oceanië hieraan voldoet, ontvangt het op een na beste continent een extra plaats. De extra plaatsen gaan naar de beste niet gekwalificeerde teams van de continentale kwalificatiemomenten.
- De twaalf beste teams worden verdeeld over drie poules van vier teams conform onderstaand schema. De top twee van elke poule kwalificeert zich voor de Olympische Spelen.

| Olympisch kwalificatietoernooi 2020 #1                                                          | Olympisch kwalificatietoernooi 2020 #2                                                      | Olympisch kwalificatietoernooi 2020 #3                                                      |
| ----------------------------------------------------------------------------------------------- | ------------------------------------------------------------------------------------------- | ------------------------------------------------------------------------------------------- |
| - 2de wereldkampioenschap - 7de wereldkampioenschap - 3de beste continent - 4de beste continent | - 3de wereldkampioenschap - 6de wereldkampioenschap - 2de beste continent - Beste continent | - 4de wereldkampioenschap - 5de wereldkampioenschap - Beste continent - 2de beste continent |

## Mannen
De Olympische kwalificatietoernooien (OKT's) worden gehouden tussen 12 en 14 maart 2021. Oorspronkelijk stonden de OKT's gepland voor het weekend van 16 tot en met 19 april 2020, maar de toernooien konden geen doorgang vinden vanwege de coronapandemie.
| OKT #1                                                                         | OKT #2                                                                     | OKT #3                                                                     |
| ------------------------------------------------------------------------------ | -------------------------------------------------------------------------- | -------------------------------------------------------------------------- |
| - 2e WK: Noorwegen - 9e WK: Brazilië - 2e Amerika: Chili - 2e Azië: Zuid-Korea | - 3e WK: Frankrijk - 6e WK: Kroatië - 2e Afrika: Tunesië - 6e EK: Portugal | - 4e WK: Duitsland - 5e WK: Zweden - 4e EK: Slovenië - 3e Afrika: Algerije |

### OKT #1

#### Eindstand
Het toernooi werd gespeeld in Montenegro, nadat Noorwegen zich had teruggetrokken als gastland.
| Pos | Team       | Wed | W | G | V | Ptn | DV  | DT  | +/− | Kwalificatie           |
| --- | ---------- | --- | - | - | - | --- | --- | --- | --- | ---------------------- |
| 1   | Noorwegen  | 3   | 3 | 0 | 0 | 6   | 114 | 74  | +40 | Olympische Zomerspelen |
| 2   | Brazilië   | 3   | 2 | 0 | 1 | 4   | 76  | 80  | −4  | Olympische Zomerspelen |
| 3   | Zuid-Korea | 3   | 1 | 0 | 2 | 2   | 91  | 109 | −18 |                        |
| 4   | Chili      | 3   | 0 | 0 | 3 | 0   | 82  | 100 | −18 |                        |

#### Wedstrijden
Alle tijdstippen zijn lokaal (UTC+1).
| Vrijdag 12 maart 2021 17:30 | Chili                  | 35–36   | Zuid-Korea | Verde Complex, Podgorica, Montenegro Scheidsrechters: Gubica, Milošević (CRO) |
| Vrijdag 12 maart 2021 17:30 | Ceballos, R. Salinas 8 | (11–19) | Jeong 8    | Verde Complex, Podgorica, Montenegro Scheidsrechters: Gubica, Milošević (CRO) |
| Vrijdag 12 maart 2021 17:30 | 1× 3×                  | verslag | 1× 2×      | Verde Complex, Podgorica, Montenegro Scheidsrechters: Gubica, Milošević (CRO) |

| Vrijdag 12 maart 2021 20:00 | Noorwegen | 32–20   | Brazilië  | Verde Complex, Podgorica, Montenegro Scheidsrechters: Pavićević, Ražnatović (MNE) |
| Vrijdag 12 maart 2021 20:00 | Sagosen 7 | (17–12) | Langaro 4 | Verde Complex, Podgorica, Montenegro Scheidsrechters: Pavićević, Ražnatović (MNE) |
| Vrijdag 12 maart 2021 20:00 | 1× 4×     | verslag | 1× 5×     | Verde Complex, Podgorica, Montenegro Scheidsrechters: Pavićević, Ražnatović (MNE) |

| Zaterdag 13 maart 2021 17:30 | Brazilië  | 30–24   | Zuid-Korea | Verde Complex, Podgorica, Montenegro Scheidsrechters: Horáček, Novotný (CZE) |
| Zaterdag 13 maart 2021 17:30 | Chiuffa 7 | (13–9)  | Jo 6       | Verde Complex, Podgorica, Montenegro Scheidsrechters: Horáček, Novotný (CZE) |
| Zaterdag 13 maart 2021 17:30 | 2× 6×     | verslag | 2×         | Verde Complex, Podgorica, Montenegro Scheidsrechters: Horáček, Novotný (CZE) |

| Zaterdag 13 maart 2021 20:00 | Noorwegen    | 38–23   | Chili   | Verde Complex, Podgorica, Montenegro Scheidsrechters: Gasmi, Gasmi (FRA) |
| Zaterdag 13 maart 2021 20:00 | Gulliksen 10 | (19–10) | Ayala 6 | Verde Complex, Podgorica, Montenegro Scheidsrechters: Gasmi, Gasmi (FRA) |
| Zaterdag 13 maart 2021 20:00 | 1× 4× 1×     | verslag | 1×      | Verde Complex, Podgorica, Montenegro Scheidsrechters: Gasmi, Gasmi (FRA) |

| Zondag 14 maart 2021 17:30 | Brazilië | 26–24   | Chili            | Verde Complex, Podgorica, Montenegro Scheidsrechters: Gubica, Milošević (CRO) |
| Zondag 14 maart 2021 17:30 | Dutra 5  | (11–17) | Er. Feuchtmann 8 | Verde Complex, Podgorica, Montenegro Scheidsrechters: Gubica, Milošević (CRO) |
| Zondag 14 maart 2021 17:30 | 2×       | verslag | 2× 5×            | Verde Complex, Podgorica, Montenegro Scheidsrechters: Gubica, Milošević (CRO) |

| Zondag 14 maart 2021 20:00 | Zuid-Korea | 31–44   | Noorwegen        | Verde Complex, Podgorica, Montenegro Scheidsrechters: Horáček, Novotný (CZE) |
| Zondag 14 maart 2021 20:00 | Park K. 11 | (16–24) | Jøndal, Myrhol 7 | Verde Complex, Podgorica, Montenegro Scheidsrechters: Horáček, Novotný (CZE) |
| Zondag 14 maart 2021 20:00 | 1× 2×      | verslag | 1× 5×            | Verde Complex, Podgorica, Montenegro Scheidsrechters: Horáček, Novotný (CZE) |

### OKT #2

#### Eindstand
| Pos | Team          | Wed | W | G | V | Ptn | DV | DT  | +/− | Kwalificatie           |
| --- | ------------- | --- | - | - | - | --- | -- | --- | --- | ---------------------- |
| 1   | Frankrijk (G) | 3   | 2 | 0 | 1 | 4   | 98 | 84  | +14 | Olympische Zomerspelen |
| 2   | Portugal      | 3   | 2 | 0 | 1 | 4   | 87 | 80  | +7  | Olympische Zomerspelen |
| 3   | Kroatië       | 3   | 2 | 0 | 1 | 4   | 81 | 81  | 0   |                        |
| 4   | Tunesië       | 3   | 0 | 0 | 3 | 0   | 83 | 104 | −21 |                        |

1. 1 2 3  Frankrijk 2 punten, +3 onderling doelsaldo; Portugal 2 punten, 0 onderling doelsaldo; Kroatië 2 punten, –3 onderling doelsaldo

#### Wedstrijden
Alle tijdstippen zijn lokaal (UTC+1).
| Vrijdag 12 maart 2021 18:30 | Tunesië     | 27–34   | Portugal | Sud de France Arena, Montpellier Scheidsrechters: Brunner, Salah (SUI) |
| Vrijdag 12 maart 2021 18:30 | Boughanmi 5 | (11–15) | Gomes 7  | Sud de France Arena, Montpellier Scheidsrechters: Brunner, Salah (SUI) |
| Vrijdag 12 maart 2021 18:30 | 1× 4×       | verslag | 1× 6×    | Sud de France Arena, Montpellier Scheidsrechters: Brunner, Salah (SUI) |

| Vrijdag 12 maart 2021 21:00 | Frankrijk   | 30–26   | Kroatië  | Sud de France Arena, Montpellier Scheidsrechters: Schulze, Tönnies (GER) |
| Vrijdag 12 maart 2021 21:00 | Mahé, Mem 5 | (12–15) | Čupić 10 | Sud de France Arena, Montpellier Scheidsrechters: Schulze, Tönnies (GER) |
| Vrijdag 12 maart 2021 21:00 | 2× 4×       | verslag | 2× 4×    | Sud de France Arena, Montpellier Scheidsrechters: Schulze, Tönnies (GER) |

| Zaterdag 13 maart 2021 18:30 | Kroatië | 25–24   | Portugal   | Sud de France Arena, Montpellier Scheidsrechters: Kurtagic, Wetterwik (SWE) |
| Zaterdag 13 maart 2021 18:30 | Čupić 9 | (9–12)  | Iturriza 5 | Sud de France Arena, Montpellier Scheidsrechters: Kurtagic, Wetterwik (SWE) |
| Zaterdag 13 maart 2021 18:30 | 2×      | verslag | 3×         | Sud de France Arena, Montpellier Scheidsrechters: Kurtagic, Wetterwik (SWE) |

| Zaterdag 13 maart 2021 21:00 | Frankrijk | 40–29   | Tunesië | Sud de France Arena, Montpellier Scheidsrechters: Bíró, Kiss (HUN) |
| Zaterdag 13 maart 2021 21:00 | Descat 6  | (21–13) | Rzig 6  | Sud de France Arena, Montpellier Scheidsrechters: Bíró, Kiss (HUN) |
| Zaterdag 13 maart 2021 21:00 | 1×        | verslag | 1× 6×   | Sud de France Arena, Montpellier Scheidsrechters: Bíró, Kiss (HUN) |

| Zondag 14 maart 2021 18:30 | Kroatië  | 30–27   | Tunesië     | Sud de France Arena, Montpellier Scheidsrechters: Brunner, Salah (SUI) |
| Zondag 14 maart 2021 18:30 | Mandić 9 | (14–13) | Boughanmi 6 | Sud de France Arena, Montpellier Scheidsrechters: Brunner, Salah (SUI) |
| Zondag 14 maart 2021 18:30 | 1× 4×    | verslag | 1× 2×       | Sud de France Arena, Montpellier Scheidsrechters: Brunner, Salah (SUI) |

| Zondag 14 maart 2021 21:00 | Portugal | 29–28   | Frankrijk | Sud de France Arena, Montpellier Scheidsrechters: Schulze, Tönnies (GER) |
| Zondag 14 maart 2021 21:00 | Areia 6  | (12–13) | Descat 6  | Sud de France Arena, Montpellier Scheidsrechters: Schulze, Tönnies (GER) |
| Zondag 14 maart 2021 21:00 | 1× 2×    | verslag | 1× 5×     | Sud de France Arena, Montpellier Scheidsrechters: Schulze, Tönnies (GER) |

### OKT #3

#### Eindstand
| Pos | Team          | Wed | W | G | V | Ptn | DV | DT  | +/− | Kwalificatie           |
| --- | ------------- | --- | - | - | - | --- | -- | --- | --- | ---------------------- |
| 1   | Zweden        | 3   | 2 | 1 | 0 | 5   | 93 | 75  | +18 | Olympische Zomerspelen |
| 2   | Duitsland (G) | 3   | 2 | 1 | 0 | 5   | 95 | 78  | +17 | Olympische Zomerspelen |
| 3   | Slovenië      | 3   | 1 | 0 | 2 | 2   | 88 | 96  | −8  |                        |
| 4   | Algerije      | 3   | 0 | 0 | 3 | 0   | 79 | 106 | −27 |                        |

1. 1 2  Duitsland 25–25 Zweden

#### Wedstrijden
Alle tijdstippen zijn lokaal (UTC+1).
| Vrijdag 12 maart 2021 15:15 | Duitsland  | 25–25   | Zweden      | Max-Schmeling-Halle, Berlijn Scheidsrechters: Nachevski, Nikolov (MKD) |
| Vrijdag 12 maart 2021 15:15 | Schiller 5 | (14–13) | Lagergren 7 | Max-Schmeling-Halle, Berlijn Scheidsrechters: Nachevski, Nikolov (MKD) |
| Vrijdag 12 maart 2021 15:15 | 1× 4×      | verslag | 7×          | Max-Schmeling-Halle, Berlijn Scheidsrechters: Nachevski, Nikolov (MKD) |

| Vrijdag 12 maart 2021 17:45 | Slovenië | 36–28   | Algerije  | Max-Schmeling-Halle, Berlijn Scheidsrechters: Grillo, Lenci (ARG) |
| Vrijdag 12 maart 2021 17:45 | Gajić 6  | (17–11) | Berkous 9 | Max-Schmeling-Halle, Berlijn Scheidsrechters: Grillo, Lenci (ARG) |
| Vrijdag 12 maart 2021 17:45 | 4×       | verslag | 1× 2× 1×  | Max-Schmeling-Halle, Berlijn Scheidsrechters: Grillo, Lenci (ARG) |

| Zaterdag 13 maart 2021 15:35 | Duitsland  | 36–27   | Slovenië      | Max-Schmeling-Halle, Berlijn Scheidsrechters: Raluy, Sabroso (ESP) |
| Zaterdag 13 maart 2021 15:35 | Schiller 7 | (22–12) | Blagotinšek 5 | Max-Schmeling-Halle, Berlijn Scheidsrechters: Raluy, Sabroso (ESP) |
| Zaterdag 13 maart 2021 15:35 | 1× 3×      | verslag | 1× 4×         | Max-Schmeling-Halle, Berlijn Scheidsrechters: Raluy, Sabroso (ESP) |

| Zaterdag 13 maart 2021 18:00 | Zweden              | 36–25   | Algerije     | Max-Schmeling-Halle, Berlijn Scheidsrechters: Nachevski, Nikolov (MKD) |
| Zaterdag 13 maart 2021 18:00 | Ekberg, Mellegård 6 | (19–10) | Abdi, Naim 5 | Max-Schmeling-Halle, Berlijn Scheidsrechters: Nachevski, Nikolov (MKD) |
| Zaterdag 13 maart 2021 18:00 | 3×                  | verslag | 6×           | Max-Schmeling-Halle, Berlijn Scheidsrechters: Nachevski, Nikolov (MKD) |

| Zondag 14 maart 2021 15:45 | Algerije | 26–34   | Duitsland | Max-Schmeling-Halle, Berlijn Scheidsrechters: Hansen, Madsen (DEN) |
| Zondag 14 maart 2021 15:45 | Naim 9   | (14–17) | Kühn 8    | Max-Schmeling-Halle, Berlijn Scheidsrechters: Hansen, Madsen (DEN) |
| Zondag 14 maart 2021 15:45 | 1× 5× 1× | verslag | 1×        | Max-Schmeling-Halle, Berlijn Scheidsrechters: Hansen, Madsen (DEN) |

| Zondag 14 maart 2021 18:15 | Zweden   | 32–25   | Slovenië       | Max-Schmeling-Halle, Berlijn Scheidsrechters: Raluy, Sabroso (ESP) |
| Zondag 14 maart 2021 18:15 | Ekberg 7 | (17–13) | drie spelers 5 | Max-Schmeling-Halle, Berlijn Scheidsrechters: Raluy, Sabroso (ESP) |
| Zondag 14 maart 2021 18:15 | 3×       | verslag | 1× 7×          | Max-Schmeling-Halle, Berlijn Scheidsrechters: Raluy, Sabroso (ESP) |

## Vrouwen
De Olympische kwalificatietoernooien (OKT's) worden gehouden tussen vrijdag 19 en zondag 21 maart 2021. Oorspronkelijk stonden de OKT's gepland voor het weekend van 19 tot en met 22 maart 2020, maar de toernooien konden geen doorgang vinden vanwege de coronapandemie. Voor de toernooien hebben zich geplaatst de volgende landen:
- De beste zes landen van het wereldkampioenschap die zich nog niet eerder hebben gekwalificeerd.
- Op het wereldkampioenschap 2019 wordt een continentenranglijst opgesteld om het aantal extra deelnemers op de kwalificatietoernooien te bepalen. Het beste continent ontvangt twee extra plaatsen, het tweede, derde en vierde gerangschikte continent ontvangen één extra plaats. De laatste extra plaats komt toe aan een team uit Oceanië, mits deze eindigt tussen plaats 8 en 12 op het wereldkampioenschap. Als geen team uit Oceanië hieraan voldoet, ontvangt het op een na beste continent een extra plaats. De extra plaatsen gaan naar de beste niet gekwalificeerde teams van de continentale kwalificatiemomenten.
- De twaalf beste teams worden verdeeld over drie poules van vier teams conform onderstaand schema. De top twee van elke poule kwalificeert zich voor de Olympische Spelen.

| OKT #1                                                                        | OKT #2                                                                                             | OKT #3                                                                          |
| ----------------------------------------------------------------------------- | -------------------------------------------------------------------------------------------------- | ------------------------------------------------------------------------------- |
| - 2e WK: Spanje - 7e WK: Zweden - 2e Afrika: Senegal - 2e Amerika: Argentinië | - 3e WK: Russische ploeg - 6e WK: Servië - 2e Azië: China - 4e Azië: Kazachstan - 6e EK: Hongarije | - 4e WK: Noorwegen - 5e WK: Montenegro - 4e EK: Roemenië - 3e Azië: Noord-Korea |

### OKT #1
De wedstrijden worden gespeeld in Spanje van vrijdag 19 maart tot en met zondag 21 maart 2021.

#### Eindstand
| Pos | Team       | Wed | W | G | V | Ptn | DV | DT | +/− | Kwalificatie           |
| --- | ---------- | --- | - | - | - | --- | -- | -- | --- | ---------------------- |
| 1   | Spanje (G) | 2   | 1 | 1 | 0 | 3   | 59 | 44 | +15 | Olympische Zomerspelen |
| 2   | Zweden     | 2   | 1 | 1 | 0 | 3   | 62 | 49 | +13 | Olympische Zomerspelen |
| 3   | Argentinië | 2   | 0 | 0 | 2 | 0   | 37 | 65 | −28 |                        |

1. 1 2  Spanje 28–28 Zweden

Alle tijdstippen zijn lokaal (UTC+1).

#### Wedstrijden
| Vrijdag 19 maart 2021 21:00 | Spanje   | 28–28   | Zweden     | Polideportivo Pla de l’Arc, Llíria Scheidsrechters: Alpaidze, Berezkina (RUS) |
| Vrijdag 19 maart 2021 21:00 | Martín 7 | (13–13) | Westberg 7 | Polideportivo Pla de l’Arc, Llíria Scheidsrechters: Alpaidze, Berezkina (RUS) |
| Vrijdag 19 maart 2021 21:00 | 4×       | verslag | 1× 8×      | Polideportivo Pla de l’Arc, Llíria Scheidsrechters: Alpaidze, Berezkina (RUS) |

| Zaterdag 20 maart 2021 18:15 | Zweden       | 34–21   | Argentinië | Polideportivo Pla de l’Arc, Llíria Scheidsrechters: Koo, Lee (KOR) |
| Zaterdag 20 maart 2021 18:15 | Lagerquist 7 | (17–8)  | Pizzo 5    | Polideportivo Pla de l’Arc, Llíria Scheidsrechters: Koo, Lee (KOR) |
| Zaterdag 20 maart 2021 18:15 | 1× 3×        | verslag | 1×         | Polideportivo Pla de l’Arc, Llíria Scheidsrechters: Koo, Lee (KOR) |

| Zondag 21 maart 2021 19:30 | Argentinië | 16–31   | Spanje  | Polideportivo Pla de l’Arc, Llíria Scheidsrechters: Lemes, Sosa (URU) |
| Zondag 21 maart 2021 19:30 | Karsten 4  | (10–19) | López 7 | Polideportivo Pla de l’Arc, Llíria Scheidsrechters: Lemes, Sosa (URU) |
| Zondag 21 maart 2021 19:30 | 1× 4×      | verslag | 1× 5×   | Polideportivo Pla de l’Arc, Llíria Scheidsrechters: Lemes, Sosa (URU) |

### OKT #2
De wedstrijden worden gespeeld in Hongarije van vrijdag 19 maart tot en met zondag 21 maart 2021.

#### Eindstand
| Pos | Team          | Wed | W | G | V | Ptn | DV  | DT  | +/− | Kwalificatie           |
| --- | ------------- | --- | - | - | - | --- | --- | --- | --- | ---------------------- |
| 1   | Rusland       | 3   | 3 | 0 | 0 | 6   | 91  | 73  | +18 | Olympische Zomerspelen |
| 2   | Hongarije (G) | 3   | 2 | 0 | 1 | 4   | 100 | 71  | +29 | Olympische Zomerspelen |
| 3   | Servië        | 3   | 1 | 0 | 2 | 2   | 89  | 90  | −1  |                        |
| 4   | Kazachstan    | 3   | 0 | 0 | 3 | 0   | 75  | 121 | −46 |                        |

Alle tijdstippen zijn lokaal (UTC+1).

#### Wedstrijden
| Vrijdag 19 maart 2021 17:00 | Kazachstan    | 19–46   | Hongarije | Audi Aréna, Győr Scheidsrechters: Năstase, Stancu (ROU) |
| Vrijdag 19 maart 2021 17:00 | Alexandrova 5 | (8–20)  | Lukács 7  | Audi Aréna, Győr Scheidsrechters: Năstase, Stancu (ROU) |
| Vrijdag 19 maart 2021 17:00 | 2× 1×         | verslag | 2× 4×     | Audi Aréna, Győr Scheidsrechters: Năstase, Stancu (ROU) |

| Vrijdag 19 maart 2021 20:00 | Rusland      | 29–24   | Servië      | Audi Aréna, Győr Scheidsrechters: García, Paolantoni (ARG) |
| Vrijdag 19 maart 2021 20:00 | Vyakhireva 7 | (17–13) | Pop–Lazić 5 | Audi Aréna, Győr Scheidsrechters: García, Paolantoni (ARG) |
| Vrijdag 19 maart 2021 20:00 | 1× 5×        | verslag | 5× 1×       | Audi Aréna, Győr Scheidsrechters: García, Paolantoni (ARG) |

| Zaterdag 20 maart 2021 17:30 | Servië      | 23–31   | Hongarije | Audi Aréna, Győr Scheidsrechters: Bonaventura, Bonaventura (FRA) |
| Zaterdag 20 maart 2021 17:30 | Dmitrović 6 | (12–16) | Zácsik 7  | Audi Aréna, Győr Scheidsrechters: Bonaventura, Bonaventura (FRA) |
| Zaterdag 20 maart 2021 17:30 | 3×          | verslag | 1× 2×     | Audi Aréna, Győr Scheidsrechters: Bonaventura, Bonaventura (FRA) |

| Zaterdag 20 maart 2021 20:30 | Rusland   | 33–26   | Kazachstan    | Audi Aréna, Győr Scheidsrechters: Belkhiri, Hamidi (ALG) |
| Zaterdag 20 maart 2021 20:30 | Fomina 10 | (17–16) | Alexandrova 7 | Audi Aréna, Győr Scheidsrechters: Belkhiri, Hamidi (ALG) |
| Zaterdag 20 maart 2021 20:30 | 1× 5×     | verslag | 1× 2×         | Audi Aréna, Győr Scheidsrechters: Belkhiri, Hamidi (ALG) |

| Zondag 21 maart 2021 17:30 | Servië      | 42–30   | Kazachstan    | Audi Aréna, Győr Scheidsrechters: Belkhiri, Hamidi (ALG) |
| Zondag 21 maart 2021 17:30 | Kovačević 8 | (23–16) | Alexandrova 9 | Audi Aréna, Győr Scheidsrechters: Belkhiri, Hamidi (ALG) |
| Zondag 21 maart 2021 17:30 | 1×          | verslag |               | Audi Aréna, Győr Scheidsrechters: Belkhiri, Hamidi (ALG) |

| Zondag 21 maart 2021 20:30 | Hongarije         | 23–29   | Rusland      | Audi Aréna, Győr Scheidsrechters: García, Paolantoni (ARG) |
| Zondag 21 maart 2021 20:30 | drie speelsters 5 | (12–14) | Vyakhireva 7 | Audi Aréna, Győr Scheidsrechters: García, Paolantoni (ARG) |
| Zondag 21 maart 2021 20:30 | 2× 5×             | verslag | 1×           | Audi Aréna, Győr Scheidsrechters: García, Paolantoni (ARG) |

### OKT #3
De wedstrijden worden gespeeld in Montenegro van vrijdag 19 maart tot en met zondag 21 maart 2021.

#### Eindstand
| Pos | Team           | Wed | W | G | V | Ptn | DV | DT | +/− | Kwalificatie           |
| --- | -------------- | --- | - | - | - | --- | -- | -- | --- | ---------------------- |
| 1   | Montenegro (G) | 2   | 1 | 0 | 1 | 2   | 53 | 51 | +2  | Olympische Zomerspelen |
| 2   | Noorwegen      | 2   | 1 | 0 | 1 | 2   | 52 | 52 | 0   | Olympische Zomerspelen |
| 3   | Roemenië       | 2   | 1 | 0 | 1 | 2   | 52 | 54 | −2  |                        |

Alle tijdstippen zijn lokaal (UTC+1).

#### Wedstrijden
| Vrijdag 19 maart 2021 19:30 | Noorwegen | 23–28   | Montenegro | Verde Complex, Podgorica Scheidsrechters: Lah, Sok (SLO) |
| Vrijdag 19 maart 2021 19:30 | Aune 4    | (12–13) | Jauković 7 | Verde Complex, Podgorica Scheidsrechters: Lah, Sok (SLO) |
| Vrijdag 19 maart 2021 19:30 | 2×        | verslag | 2× 4×      | Verde Complex, Podgorica Scheidsrechters: Lah, Sok (SLO) |

| Zaterdag 20 maart 2021 19:30 | Noorwegen   | 29–24   | Roemenië | Verde Complex, Podgorica Scheidsrechters: Christiansen, Hansen (DEN) |
| Zaterdag 20 maart 2021 19:30 | Skogrand 12 | (13–11) | Neagu 11 | Verde Complex, Podgorica Scheidsrechters: Christiansen, Hansen (DEN) |
| Zaterdag 20 maart 2021 19:30 | 2×          | verslag | 1× 4×    | Verde Complex, Podgorica Scheidsrechters: Christiansen, Hansen (DEN) |

| Zondag 21 maart 2021 16:00 | Montenegro | 25–28   | Roemenië | Verde Complex, Podgorica Scheidsrechters: García, Marín (ESP) |
| Zondag 21 maart 2021 16:00 | Jauković 9 | (15–15) | Neagu 12 | Verde Complex, Podgorica Scheidsrechters: García, Marín (ESP) |
| Zondag 21 maart 2021 16:00 | 2× 8× 2×   | verslag | 5× 1×    | Verde Complex, Podgorica Scheidsrechters: García, Marín (ESP) |